# Giro de Lombardía 2021
La 115.ª edición del Giro de Lombardía (oficialmente: Il Lombardia), quinto y último monumento de ciclismo de la temporada, se celebró el 9 de octubre de 2021 sobre una distancia de 239 kilómetros con inicio en la ciudad de Bérgamo y final en la ciudad de Como en Italia.
La carrera formó parte del UCI WorldTour 2021, siendo la vigésima novena competición del calendario de máxima categoría mundial, y fue ganada por el esloveno Tadej Pogačar del UAE Emirates. Completaron el podio, como segundo y tercer clasificado respectivamente, el italiano Fausto Masnada del Deceuninck-Quick Step y el británico Adam Yates del INEOS Grenadiers.

## Equipos participantes
Tomaron parte en la carrera un total de 25 equipos, de los cuales asistieron por derecho propio los 19 equipos de categoría UCI WorldTeam y 6 equipos de categoría UCI ProTeam invitados por la organización, quienes conformaron un pelotón de 175 ciclistas de los cuales finalizaron 107. Los equipos participantes fueron:
| WorldTeams (19)- Deceuninck-Quick Step - AG2R Citroën Team - Astana-Premier Tech - Bahrain Victorious - Bora-Hansgrohe - Cofidis - EF Education-Nippo - Groupama-FDJ - Ineos Grenadiers - Intermarché-Wanty-Gobert Matériaux - Israel Start-Up Nation - Jumbo-Visma - Lotto Soudal - Movistar Team - Team BikeExchange - Team DSM - Qhubeka NextHash - Trek-Segafredo - UAE Team Emirates ProTeams (6)- Alpecin-Fenix - Androni Giocattoli-Sidermec - Bardiani CSF Faizanè - Eolo-Kometa - Arkéa-Samsic - Vini Zabù |
| |

## Clasificación final
La clasificación finalizó de la siguiente forma:
| \| Clasificación general \| Clasificación general \| Clasificación general \| Clasificación general \| Clasificación general \| \| Ciclista \| Ciclista \| Equipo \| Tiempo \| \| \| --------------------- \| ----------------------- \| ---------------------- \| --------------------- \| --------------------- \| \| 1.º \| Tadej Pogačar \| UAE Team Emirates \| 6 h 01 min 39 s \| \| \| 2.º \| Fausto Masnada \| Deceuninck-Quick Step \| + 0 s \| \| \| 3.º \| Adam Yates \| Ineos Grenadiers \| + 51 s \| \| \| 4.º \| Primož Roglič \| Jumbo-Visma \| + 51 s \| \| \| 5.º \| Alejandro Valverde \| Movistar Team \| + 51 s \| \| \| 6.º \| Julian Alaphilippe \| Deceuninck-Quick Step \| + 51 s \| \| \| 7.º \| David Gaudu \| Groupama-FDJ \| + 51 s \| \| \| 8.º \| Romain Bardet \| Team DSM \| + 51 s \| \| \| 9.º \| Michael Woods \| Israel Start-Up Nation \| + 51 s \| \| \| 10.º \| Sergio Higuita \| EF Education-Nippo \| + 2 min 25 s \| \| \| 11.º \| Nairo Quintana \| Arkéa-Samsic \| + 2 min 25 s \| \| \| 12.º \| Attila Valter \| Groupama-FDJ \| + 2 min 25 s \| \| \| 13.º \| Vincenzo Nibali \| Trek-Segafredo \| + 2 min 25 s \| \| \| 14.º \| Jonas Vingegaard \| Jumbo-Visma \| + 2 min 25 s \| \| \| 15.º \| Lorenzo Fortunato \| Eolo-Kometa \| + 2 min 25 s \| \| \| 16.º \| Nélson Filippe Oliveira \| Movistar Team \| + 2 min 25 s \| \| \| 17.º \| Pavel Sivakov \| Ineos Grenadiers \| + 2 min 35 s \| \| \| 18.º \| Mikel Nieve \| BikeExchange \| + 2 min 49 s \| \| \| 19.º \| Remco Evenepoel \| Deceuninck-Quick Step \| + 3 min 13 s \| \| \| 20.º \| Bauke Mollema \| Trek-Segafredo \| + 3 min 23 s \| \| |                         |                        |                 |
| |                         |                        |                 |
| Fuente: ProCyclingStats |                         |                        |                 |
| Clasificación general |                         |                        |                 |
| Ciclista | Ciclista                | Equipo                 | Tiempo          |
| 1.º | Tadej Pogačar           | UAE Team Emirates      | 6 h 01 min 39 s |
| 2.º | Fausto Masnada          | Deceuninck-Quick Step  | + 0 s           |
| 3.º | Adam Yates              | Ineos Grenadiers       | + 51 s          |
| 4.º | Primož Roglič           | Jumbo-Visma            | + 51 s          |
| 5.º | Alejandro Valverde      | Movistar Team          | + 51 s          |
| 6.º | Julian Alaphilippe      | Deceuninck-Quick Step  | + 51 s          |
| 7.º | David Gaudu             | Groupama-FDJ           | + 51 s          |
| 8.º | Romain Bardet           | Team DSM               | + 51 s          |
| 9.º | Michael Woods           | Israel Start-Up Nation | + 51 s          |
| 10.º | Sergio Higuita          | EF Education-Nippo     | + 2 min 25 s    |
| 11.º | Nairo Quintana          | Arkéa-Samsic           | + 2 min 25 s    |
| 12.º | Attila Valter           | Groupama-FDJ           | + 2 min 25 s    |
| 13.º | Vincenzo Nibali         | Trek-Segafredo         | + 2 min 25 s    |
| 14.º | Jonas Vingegaard        | Jumbo-Visma            | + 2 min 25 s    |
| 15.º | Lorenzo Fortunato       | Eolo-Kometa            | + 2 min 25 s    |
| 16.º | Nélson Filippe Oliveira | Movistar Team          | + 2 min 25 s    |
| 17.º | Pavel Sivakov           | Ineos Grenadiers       | + 2 min 35 s    |
| 18.º | Mikel Nieve             | BikeExchange           | + 2 min 49 s    |
| 19.º | Remco Evenepoel         | Deceuninck-Quick Step  | + 3 min 13 s    |
| 20.º | Bauke Mollema           | Trek-Segafredo         | + 3 min 23 s    |

## Ciclistas participantes y posiciones finales
Convenciones:
- AB-N: Abandono en la etapa N
- FLT-N: Retiro por llegada fuera del límite de tiempo en la etapa N
- NTS-N: No tomó la salida para la etapa N
- DES-N: Descalificado o expulsado en la etapa N

## UCI World Ranking
El Giro de Lombardía otorgó puntos para el UCI World Ranking para corredores de los equipos en las categorías UCI WorldTeam, UCI ProTeam y Continental. Las siguientes tablas son el baremo de puntuación y los 10 corredores que obtuvieron más puntos:
| Posición   | 1.º | 2.º | 3.º | 4.º | 5.º | 6.º | 7.º | 8.º | 9.º | 10.º | 11.º | 12.º | 13.º | 14.º | 15.º | 16.º-20.º | 21.º-30.º | 31.º-50.º | 51.º-55.º | 56.º-60.º |
| Puntuación | 500 | 400 | 325 | 275 | 225 | 175 | 150 | 125 | 100 | 85   | 70   | 60   | 50   | 40   | 35   | 30        | 20        | 10        | 5         | 3         |

| Clasificación |                    |                        |        |
| Ciclista      | Ciclista           | Equipo                 | Puntos |
| ------------- | ------------------ | ---------------------- | ------ |
| 1.º           | Tadej Pogačar      | UAE Emirates           | 500    |
| 2.º           | Fausto Masnada     | Deceuninck-Quick Step  | 400    |
| 3.º           | Adam Yates         | INEOS Grenadiers       | 325    |
| 4.º           | Primož Roglič      | Jumbo-Visma            | 275    |
| 5.º           | Alejandro Valverde | Movistar               | 225    |
| 6.º           | Julian Alaphilippe | Deceuninck-Quick Step  | 175    |
| 7.º           | David Gaudu        | Groupama-FDJ           | 150    |
| 8.º           | Romain Bardet      | DSM                    | 125    |
| 9.º           | Michael Woods      | Israel Start-Up Nation | 100    |
| 10.º          | Sergio Higuita     | EF Education-NIPPO     | 85     |